# Dorog
Dorog is een stad (város) en gemeente in het Hongaarse comitaat Komárom-Esztergom. Dorog telt 12 203 inwoners (2007).
Dorog ligt 8 km ten zuiden van Esztergom en bijna 40 km ten noordwesten van Boedapest.

## Geboren
- Alfréd Drasche-Lázár (1875-1949), politicus
- Gyula Grosics (1926-2014), voetballer